# Ferrovia Tilburg-Nimega
La ferrovia Tilburg-Nimega, nota anche come Brabantse Lijn (linea del Brabante) o Zuidooster spoorlijn (linea del sud-est) è una linea ferroviaria olandese che unisce le città di Tilburg e Nimega.

## Storia
La linea fu attivata il 4 giugno 1881. 
Fu interamente elettrificata il 4 agosto 1957.